# Linafoot
La Linafoot (Liga Nacional de Football), oficialmente y por razones de patrocinio Vodacom Super League 1, es la máxima categoría del fútbol profesional en la República Democrática del Congo. Fue fundada en 1958 y es organizada por la Federación Congoleña de Fútbol Asociación, FECOFA.

## Historia
Esta liga a nivel nacional, creada en 1958, sigue luchando para establecerse en un país de enormes distancias donde campeonatos locales y provinciales, siguen siendo extremadamente populares.
El campeonato ha visto en su historia muchos cambios operativos y de formato, con el fin de responder mejor al problema que implica la distancia y reducir los gastos de viaje de los equipos, una solución a favor fue disputar una fase final entre los campeones provinciales.
La federación de fútbol congoleña firmó en abril de 2010 un contrato de cinco años con la empresa sudafricana Vodacom, uno de los líderes en telefonía móvil en el Congo - Kinshasa, para autorizar el cambio de nombre de la competencia a Vodacom Super League 1.

## Formato
La temporada se extiende de marzo a noviembre y consta de 16 equipos, que juegan un total de 30 partidos en juegos de ida y regreso. El campeón y el subcampeón obtienen la clasificación a la Liga de Campeones de la CAF, el tercero accede a la Copa Confederación de la CAF.
En la temporada 2015/16 se expandió la cantidad de equipos participantes a 28 y fueron divididos en 3 zonas geográficas, cada una jugando de manera independiente entre sí.

## Equipos temporada 2024-25

### Grupo A
- Blessing FC
- CS Don Bosco
- Groupe Bazano
- Lubumbashi Sport
- AS Malole
- US Panda
- FC Saint-Éloi Lupopo
- Sanga Balende
- AS Simba
- TP Mazembe
- FC Tanganyika
- US Tshinkunku

### Grupo B
- AF Anges Verts
- OC Bukavu Dawa
- Céleste FC
- AS Dauphins Noirs
- FC Etoile de Kivu
- FC Les Aigles du Congo
- AS Kuya Sport
- AS Maniema Union
- DC Motema Pembe
- FC New Jak
- AC Rangers
- FC Renaissance
- AS Vita Club

## Palmarés
| Temporada | Campeón               | Subcampeón              |
| --------- | --------------------- | ----------------------- |
| 1958      | FC Saint Éloi Lupopo  |                         |
| 1959–62   | Torneos no disputados | Torneos no disputados   |
| 1963      | CS Imana              |                         |
| 1964      | CS Imana              | FC Saint Éloi Lupopo    |
| 1965      | AS Dragons            |                         |
| 1966      | TP Mazembe            |                         |
| 1967      | TP Mazembe            |                         |
| 1968      | FC Saint Eloi Lupopo  |                         |
| 1969      | TP Mazembe            |                         |
| 1970      | AS Vita Club          |                         |
| 1971      | AS Vita Club          |                         |
| 1972      | AS Vita Club          |                         |
| 1973      | AS Vita Club          |                         |
| 1974      | CS Imana              |                         |
| 1975      | AS Vita Club          |                         |
| 1976      | TP Mazembe            |                         |
| 1977      | AS Vita Club          |                         |
| 1978      | CS Imana              |                         |
| 1979      | AS Dragons            |                         |
| 1980      | AS Vita Club          |                         |
| 1981      | FC Saint Éloi Lupopo  |                         |
| 1982      | AS Dragons            |                         |
| 1983      | SM Sanga Balende      |                         |
| 1984      | AS Dragons            | Clube Olímpico Moungano |
| 1985      | US Tshinkunku         |                         |
| 1986      | FC Saint Éloi Lupopo  |                         |
| 1987      | TP Mazembe            |                         |
| 1988      | AS Vita Club          | DC Motema Pembe         |
| 1989      | DC Motema Pembe       |                         |
| 1990      | FC Saint Éloi Lupopo  | DC Motema Pembe         |
| 1991      | SCOM Mikishi          | OC Mbongo Sport         |
| 1992      | US Bilombe            | FC Scibe                |
| 1993      | AS Vita Club          | AS Bantous              |
| 1994      | DC Motema Pembe       | SM Sanga Balende        |
| 1995      | AS Bantous            | AS Vita Club            |
| 1996      | DC Motema Pembe       | AS Bantous              |
| 1997      | AS Vita Club          | DC Motema Pembe         |
| 1998      | DC Motema Pembe       | AS Vita Club            |
| 1999      | DC Motema Pembe       | TP Mazembe              |
| 2000      | TP Mazembe            | SM Sanga Balende        |
| 2001      | TP Mazembe            | FC Saint Éloi Lupopo    |
| 2002      | FC Saint Éloi Lupopo  | TP Mazembe              |
| 2003      | AS Vita Club          | Sporting Club Cilu      |
| 2004      | DC Motema Pembe       | TP Mazembe              |
| 2005      | DC Motema Pembe       | FC Saint Éloi Lupopo    |
| 2006      | TP Mazembe            | FC Saint Éloi Lupopo    |
| 2007      | TP Mazembe            | DC Motema Pembe         |
| 2008      | DC Motema Pembe       | TP Mazembe              |
| 2009      | TP Mazembe            | FC Saint Éloi Lupopo    |
| 2010      | AS Vita Club          | TP Mazembe              |
| 2011      | TP Mazembe            | AS Vita Club            |
| 2012      | TP Mazembe            | AS Vita Club            |
| 2013      | TP Mazembe            | AS Vita Club            |
| 2013–14   | TP Mazembe            | SM Sanga Balende        |
| 2014–15   | AS Vita Club          | TP Mazembe              |
| 2015–16   | TP Mazembe            | AS Vita Club            |
| 2016–17   | TP Mazembe            | AS Vita Club            |
| 2017–18   | AS Vita Club          | TP Mazembe              |
| 2018–19   | TP Mazembe            | AS Vita Club            |
| 2019–20   | TP Mazembe            | AS Vita Club            |
| 2020–21   | AS Vita Club          | TP Mazembe              |
| 2021–22   | TP Mazembe            | AS Vita Club            |
| 2022–23   | Torneo no finalizado  | Torneo no finalizado    |
| 2023–24   | TP Mazembe            | AS Maniema Union        |
| 2024–25   | Les Aigles du Congo   | FC Saint Éloi Lupopo    |

## Títulos por club
| Club                       | Ciudad     | Campeón | Años campeón |
| -------------------------- | ---------- | ------- | --- |
| TP Mazembe (TP Engelbert)  | Lubumbashi | 20      | 1966, 1967, 1969, 1976, 1987, 2000, 2001, 2006, 2007, 2009, 2011, 2012, 2013, 2014, 2016, 2017, 2019, 2020, 2022, 2024 |
| AS Vita Club               | Kinshasa   | 15      | 1970, 1971, 1972, 1973, 1975, 1977, 1980, 1988, 1993, 1997, 2003, 2010, 2015, 2018, 2021                               |
| DC Motema Pembe (CS Imana) | Kinshasa   | 12      | 1963, 1964, 1974, 1978, 1989, 1994, 1996, 1998, 1999, 2004, 2005, 2008                                                 |
| FC Saint Éloi Lupopo       | Lubumbashi | 6       | 1958, 1968, 1981, 1986, 1990, 2002                                                                                     |
| AS Dragons (AS Bilima)     | Kinshasa   | 4       | 1965, 1979, 1982, 1984                                                                                                 |
| SM Sanga Balende           | Mbuji-Mayi | 1       | 1983 |
| US Tshinkunku              | Kananga    | 1       | 1985 |
| SCOM Mikishi               | Lubumbashi | 1       | 1991 |
| US Bilombe                 | Bilombe    | 1       | 1992 |
| AS Bantous                 | Mbuji-Mayi | 1       | 1995 |
| Les Aigles du Congo        | Kinshasa   | 1       | 2025 |

## Goleadores
| Temporada | País                                       | Jugador            | Club             | Goles |
| --------- | ------------------------------------------ | ------------------ | ---------------- | ----- |
| 2000      | Bandera de República Democrática del Congo | Papy Bazilepo      | Kinshasa City FC | 19    |
| 2003      | Bandera de República Democrática del Congo | Belingo Brazzo     | AS Vita Club     | 8     |
| 2004      | Bandera de República Democrática del Congo | Tresor Mputu       | TP Mazembe       | 34    |
| 2005      | Bandera de República Democrática del Congo | Tresor Mputu       | TP Mazembe       | 22    |
| 2006      | Bandera de República Democrática del Congo | Tresor Mputu       | TP Mazembe       | 15    |
| 2007      | Bandera de República Democrática del Congo | Tresor Mputu       | TP Mazembe       | 15    |
| 2008      | Bandera de República Democrática del Congo | Serge Lofo Bongeli | AS Vita Club     | 16    |
| 2009      | Bandera de República Democrática del Congo | Junior Kabananga   | FC MK Etanchéité | 27    |
| 2012      | Bandera de Tanzania                        | Mbwana Samatta     | TP Mazembe       | 23    |
| 2013      | Bandera de República Democrática del Congo | Tady Agiti Etkiama | AS Vita Club     | 13    |
| 2013–14   | Bandera de Tanzania                        | Mbwana Samatta     | TP Mazembe       | 15    |
| 2014–15   | Bandera de Costa de Marfil                 | Roger Assale       | TP Mazembe       | 14    |
| 2015–16   | Bandera de República Democrática del Congo | Chavda Maïsha      | Sharks XI FC     | 12    |
| 2016–17   | Bandera de República Democrática del Congo | Ben Malango        | TP Mazembe       | 18    |
| 2017–18   | Bandera de República Democrática del Congo | Jean Marc Makusu   | AS Vita Club     | 24    |
| 2018–19   | Bandera de República Democrática del Congo | Jackson Muleka     | TP Mazembe       | 24    |
| 2019–20   | Bandera de República Democrática del Congo | Jackson Muleka     | TP Mazembe       | 12    |
| 2021–22   | Bandera de República Democrática del Congo | Makabi Lilepo      | AS Vita Club     | 9     |
| 2023–24   | Bandera de Mali                            | Fily Traore        | TP Mazembe       | 19    |